# Fridrichas Kuršaitis
Fridrichas Kuršaitis, niem. Friedrich Kurschat (ur. 24 kwietnia 1806 w Noragėliai koło Jędrzychowa, ob. Motylkowo w rejonie sławskim, zm. 23 sierpnia 1886 w Cranz) – litewski ksiądz luterański, działacz oświatowy i kulturalny w Prusach Wschodnich, profesor Uniwersytetu Albrechta w Królewcu.

## Życiorys
Ukończył gimnazjum w Elblągu. Od 1836 do 1844 studiował na Uniwersytecie Albrechta w Królewcu, uczęszczał na zajęcia z języka litewskiego prowadzone przez Ludwika Rezę. W 1844 został ordynowany na księdza ewangelicko-augsburskiego. Od 1841 do 1883 stał na czele Seminarium Języka Litewskiego w Królewcu.
W 1865 zatrudniono go na królewieckim uniwersytecie, dziesięć lat później otrzymał tytuł doktora filozofii honoris causa i magistra sztuk wyzwolonych. W 1882 przyjęto go w skład członka korespondencyjnego Czeskiego Towarzystwa Naukowego.
Zajmował się pracą dziennikarską. W latach 1849–1880 redagował czasopismo „Podróżnik z Królewca” („Keleivis iš Karaliaučiaus”), a od 1875 do 1880 również „Nusidavimai”.
W 1841 opracował śpiewnik luterański w języku litewskim. Przetłumaczył na nowo Mały katechizm Marcina Lutra, w 1853 wydał Wyznanie augsburskie oraz poprawioną Biblię, dwa lata później Nowy Testament. Przekładał na język litewski broszury religijne i pieśni ludowe. W 1843 wydał w Berlinie Dainy Ludwika Rezy (niem. „Dainos oder litauische Volkslieder”). W latach 1843–1849 opracował podręcznik do nauki litewskiego dla seminarium królewieckiego Lietuvių kalbos tyrinėjimus (niem. „Beiträge zur Kunde der litauischen Sprache”).
Jego najpoważniejszym dziełem językoznawczym pozostaje Gramatyka języka litewskiego, wydana w Halle w 1876. Wydał też słownik niemiecko-litewski i litewsko-niemiecki (Halle: 1870, 1883).
Prace Kurschata kontynuował jego kuzyn Aleksandras.